# Werner Günthör
Werner Günthör (Uttwil, 1 juni 1961) is een Zwitserse voormalige atleet, die gespecialiseerd was in het kogelstoten. Hij werd viermaal wereldkampioen, tweemaal Europees kampioen en meervoudig Zwitsers kampioen in deze discipline. Ook nam hij driemaal deel aan de Olympische Spelen en won hierbij in totaal één medaille.

## Biografie
Bij zijn eerste grote internationale wedstrijd, de wereldkampioenschappen in 1983, sneuvelde Günthör in de kwalificatieronde met een beste poging van 19,18 m. Het jaar erop maakte hij zijn olympisch debuut en moest met 20,28 genoegen nemen met een vijfde plaats.
Zijn eerste grote succes behaalde Günthör in 1986 door Europees kampioen kogelstoten te worden. In datzelfde jaar werd hij ook voor de eerste maal verkozen tot Zwitsers sportman van het jaar. In het jaar erop veroverde hij de titel ook bij de WK in Rome. Met 22,23 verbeterde hij het kampioenschapsrecord en versloeg hij de Italiaan Alessandro Andrei (zilver; 21,88) en de Amerikaan John Brenner (brons; 21,75).
In augustus 1988 verbeterde Günthör in Bern zijn persoonlijk record tot 22,75 en verbeterde hiermee tevens het Zwitserse record. Bij de Olympische Spelen van Seoel dat jaar pakte hij met 21,99 een bronzen medaille. In 1991 werd hij zowel indoor als outdoor wereldkampioen bij het kogelstoten. Bij zijn laatste olympische optreden in 1992 miste hij met een vierde plaats het podium.
In zijn actieve tijd was Günthör aangesloten bij STB Bern en LC Zürich. Hij is getrouwd en woont in Biel.

## Titels
- Wereldkampioen kogelstoten - 1987, 1991, 1993
- Wereldindoorkampioen kogelstoten - 1991
- Europees kampioen kogelstoten - 1986
- Europees indoorkampioen kogelstoten - 1986
- Zwitsers kampioen kogelstoten - 1981, 1982, 1983, 1984, 1985, 1986, 1987, 1988, 1989, 1991, 1992, 1993
- Zwitsers indoorkampioen kogelstoten - 1982, 1983, 1984, 1985, 1986, 1987, 1991

## Persoonlijke records
Outdoor
| Onderdeel    | Prestatie    | Datum            | Plaats            |
| ------------ | ------------ | ---------------- | ----------------- |
| kogelstoten  | 22,75 m (NR) | 23 augustus 1988 | Bern              |
| discuswerpen | 54,48 m      | 24 augustus 1985 | Yverdon-les-Bains |

Indoor
| Onderdeel   | Prestatie    | Datum           | Plaats     |
| ----------- | ------------ | --------------- | ---------- |
| kogelstoten | 22,26 m (NR) | 8 februari 1987 | Magglingen |

## Palmares

### kogelstoten
- 1981:  Zwitserse kamp. - 16,52 m
- 1982:  Zwitserse indoorkamp. - 17,51 m
- 1982:  Zwitserse kamp. - 16,57 m
- 1983:  Zwitserse indoorkamp. - 18,01 m
- 1983:  Zwitserse kamp. - 18,71 m
- 1983:  Europacup B - 19,92 m
- 1983: 8e in serie WK - 19,18 m
- 1984:  Zwitserse indoorkamp. - 20,14 m
- 1984:  EK indoor - 20,34 m
- 1984:  Zwitserse kamp. - 20,31 m
- 1984: 5e OS - 20,28 m
- 1985:  Zwitserse indoorkamp. - 21,55 m
- 1985:  EK indoor - 21,23 m
- 1985:  Zwitserse kamp. - 21,02 m
- 1985:  Europacup B - 20,23 m
- 1986:  Zwitserse indoorkamp. - 20,99 m
- 1986:  EK indoor - 21,51 m
- 1986:  Zwitserse kamp. - 21,12 m
- 1986:  EK - 22,22 m
- 1987:  Zwitserse indoorkamp. - 22,26 m
- 1987:  EK indoor - 21,53 m
- 1987:  WK indoor - 21,61 m
- 1987:  Zwitserse kamp. - 21,62 m
- 1987:  Europacup B - 21,70 m
- 1987:  WK - 22,23 m
- 1988:  Zwitserse kamp. - 21,71 m
- 1988:  OS - 21,99 m
- 1989:  Europacup B - 21,64 m
- 1989:  Zwitserse kamp. - 21,95 m
- 1989:  Wereldbeker - 21,40 m
- 1991:  Zwitserse indoorkamp. - 21,61 m
- 1991:  WK indoor - 21,17 m
- 1991:  Zwitserse kamp. - 21,54 m
- 1991:  Europacup B - 21,74 m
- 1991:  WK - 21,67 m
- 1992:  Zwitserse kamp. - 21,20 m
- 1992: 4e OS - 20,91 m
- 1992:  Wereldbeker - 19,75 m
- 1993:  Zwitserse kamp. - 21,28 m
- 1993:  Europacup B - 21,63 m
- 1993:  WK - 21,97 m

## Onderscheidingen
- Zwitsers sportman van het jaar - 1986, 1987, 1991

1983 Edward Sarul ·
1987 Werner Günthör ·
1991 Werner Günthör ·
1993 Werner Günthör ·
1995 John Godina ·
1997 John Godina ·
1999 Cottrell J. Hunter ·
2001 John Godina ·
2003 Andrej Michnevitsj ·
2005 Adam Nelson ·
2007 Reese Hoffa ·
2009 Christian Cantwell ·
2011 David Storl ·
2013 David Storl · 
2015 Joe Kovacs · 
2017 Tomas Walsh · 
2019 Joe Kovacs · 
2022 Ryan Crouser · 
2023 Ryan Crouser
- Gemeinsame Normdatei: 119408627
- World Athletics: 14226080
- International Standard Name Identifier: 0000 0000 1335 3092
- Virtual International Authority File: 13117442
- WorldCat: E39PBJfmtqP3ygGR8KbrBPV6Kd